# Trautskirchen
Trautskirchen – miejscowość i gmina w Niemczech, w kraju związkowym Bawaria, w rejencji Środkowa Frankonia, w regionie Westmittelfranken, w powiecie Neustadt an der Aisch-Bad Windsheim, wchodzi w skład wspólnoty administracyjnej Neuhof an der Zenn. Leży około 15 km na południe od Neustadt an der Aisch, nad rzeką Zenn.

## Dzielnice
W skład gminy wchodzą następujące dzielnice: 
| - Trautskirchen - Buch - Dagenbach - Einersdorf - Fröschendorf | - Hohenroth - Merzbach - Schußbach - Steinbach - Stöckach |

## Historia
Pierwsze wzmianki o Trautskirchen pochodzą z 1074.

## Polityka
Rada gminy składa się z 12 członków:
|      | CSU | SPD | Wolni Wyborcy | Zrzeszeni Wyborcy | Razem     |
| 2002 | 6   | 2   | 3             | 1                 | 12 miejsc |

## Osoby urodzone w Trautskirchen
- Hans Böckler, polityk